# Groupe d’études et d’informations sur les phénomènes aérospatiaux non identifiés
Die Groupe d’études et d’informations sur les phénomènes aérospatiaux non identifiés (GEIPAN, französisch für Studiengruppe für Informationen über nicht identifizierte Luft- und Raumfahrtphänomene) ist eine Abteilung des französischen Nationalen Zentrums für Raumfahrtstudien (Centre national d’études spatiales, CNES). Die Abteilung wurde im Jahre 2005 gegründet und ist in Toulouse ansässig. Sie ist Nachfolger der Abteilungen GEPAN (1977–1988) und SEPRA (1988–2004).
Die Aufgabe der GEIPAN besteht darin, Berichte über unidentifizierten Luft- und Raumfahrtphänomene, sogenannte UFOs, zu sammeln, zu analysieren, zu archivieren und die Öffentlichkeit über die Ergebnisse zu informieren.

## Geschichte

### Vorgeschichte (1945–1977)
Die ersten UFO-Sichtungen in Frankreich, die größere Beachtung fanden, traten nach dem Zweiten Weltkrieg auf. Die Berichte wurden an das Hauptquartier der französischen Luftstreitkräfte, in das Büro für Langzeitstudien (frz. Bureau Prospective et Etudes) gesendet. Anfang der 1950er begann auch die Gendarmerie entsprechende Meldungen aufzunehmen und an die Luftstreitkräfte weiterzuleiten. Da die Meldungen stetig anwuchsen und es ansteigendes Interesse an UFOs gab, wurde beschlossen eine eigene Abteilung für deren Untersuchung zu gründen.

### GEPAN (1977–1988)
1977 wurde auf Initiative der französischen Regierung die Groupe d’étude des phénomènes aérospatiaux non-identifiés (GEPAN, französisch für Studiengruppe für nicht identifizierten Luft- und Raumfahrtphänomene), gegründet. Diese sollte als ständige Studiengruppe das UFO-Phänomen untersuchen. Erster Leiter der Gruppe war der Astrophysiker und Weltraumingenieur Dr. Claude Poher, der zuvor die Abteilung Systeme und Projekte bei der CNES geleitet hatte. Im ersten ausführlichen Bericht von 1978, der die Jahre 1974 bis 1978 umfasst, konnte die GEPAN von 678 untersuchten Fällen 263 nicht aufklären. Dies entspricht 38 % (Fälle mit mangelnder Datengrundlage sind darin nicht enthalten).
Die Ermittler kamen im Rahmen ihrer Untersuchung zu dem Schluss, dass in einigen Fällen die unidentifizierten „Objekte mit fliegenden Maschinen kompatibel waren, deren Flugphysik unseren Experten unbekannt ist.“
1979 präsentierte Poher dem wissenschaftlichen Steuerungsgremium, welches der GEPAN vorsteht, seine Überzeugung, dass das UFO-Phänomen nicht konventionell erklärt werden könne. Noch im selben Jahr verließ Poher die GEPAN aus persönlichen Gründen und wurde von Alain Esterle ersetzt. Während in den folgenden Jahren die Mittel erst stiegen, wurden sie aufgrund veränderter politischer Verhältnisse und genereller Budget-Probleme der CNES Anfang der 1980er stetig zurückgefahren und die Gruppe 1988 schließlich aufgelöst.

### SEPRA (1988–2004)
Der Nachfolger der GEPAN war die Service d’expertise des phénomènes de rentrée atmosphérique (SEPRA, französisch für Sachverständigenabteilung für Wiedereintrittsphänomene in der Atmosphäre) unter der Leitung von Jean-Jacques Velasco, dem früheren Stellvertreter von Esterle. Die SEPRA war nun für die Überwachung von Satelliten und Raketenteile zuständig, die wieder in die Atmosphäre eintraten. UFOs waren nur noch sekundär und die Mittel für deren Untersuchung sehr eingeschränkt. Eigene wissenschaftliche Untersuchungen konnten nicht mehr beauftragt werden. Es liefen jedoch weiterhin alle Meldungen von UFO-Sichtungen der offiziellen Stellen und der Air France bei der SEPRA ein, so dass zumindest eine Datensammlung und Analyse weiter möglich war, wenn auch in vergleichsweise geringem Umfang.
2001 veranlasste der neue Direktor der CNES, Gérard Brachet, eine Überprüfung der SEPRA. Eine komplette Schließung der Abteilung stand ebenso zur Disposition wie eine Reaktivierung der ehemaligen GEPAN.
Gründe für die Überprüfung und deren Ergebnis werden auch in dem COMETA-Report 1999 und der Veröffentlichung des Buches Ovnis : L’Evidence (zu deutsch: UFOs: Die Beweise) von Velasco 2004 gesehen. Sowohl der COMETA-Report als auch Velasco in seinem Buch kommen zu dem Schluss, dass das UFO-Phänomen nicht konventionell erklärt werden könne und mit hoher Wahrscheinlichkeit eine extraterrestrische Intelligenz deren Ursprung ist.
Die Überprüfung empfahl schließlich eine Reaktivierung der GEPAN, welches zur Auflösung der SEPRA und Gründung der GEIPAN führte.

### GEIPAN (seit 2005)
Die GEIPAN hatte wieder denselben Aufgabenbereich wie die ehemalige GEPAN, die Untersuchung von UFOs. Erster Leiter der Abteilung wurde der Ingenieur Jacques Patenet. Patenet hatte zuvor viele Jahre für die CNES in der Abteilung für Raketenstarts gearbeitet. Der GEIPAN steht ein wissenschaftliches Steuerungsgremium vor, bestehend aus Vertretern der Gendarmerie, Zivilluftfahrt, Armee, sowie nationalen Instituten für Forschung und Meteorologie. Vorsitzender ist Yves Sillard, ehemaliger Generaldirektor der CNES. Ab 2006 begann die GEIPAN ihre Akten im Internet frei zugänglich zu machen (siehe Weblinks).

## Stand der Forschung

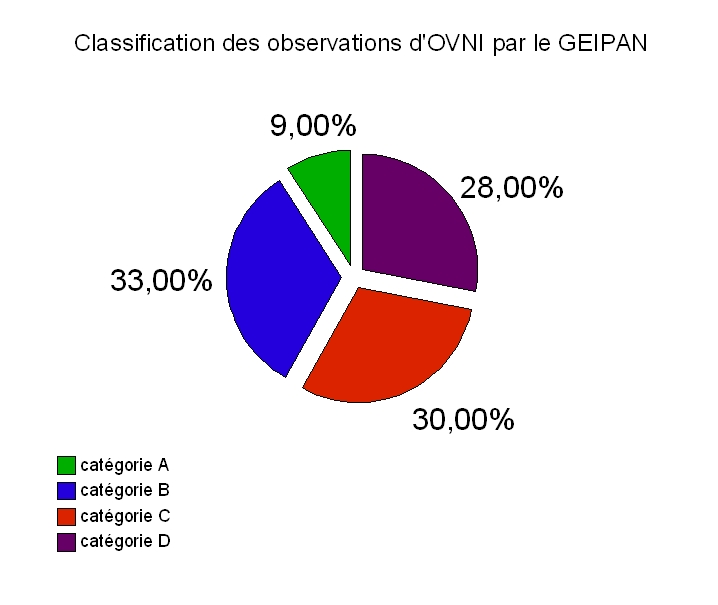
Kategorisierung von UAPs, GEIPAN, 2007

Bis 2008 ordnete die GEIPAN alle Fälle in eine von 4 Kategorien ein: A (Phänomen identifiziert), B (Phänomen wahrscheinlich identifiziert), C (Phänomen mangels Daten nicht identifizierbar), D (Phänomen unidentifiziert). In den letzten Statistiken von 2007 wird die Zahl der unidentifizierten Fälle in Kategorie D seit Bestehen der Gruppe mit 448 von ca. 1600 angegeben, was 28 % entspricht.
Seit 2009 wird jedoch ein neues, differenzierteres Bewertungssystem benutzt und die verschiedenen Fälle neu kategorisiert.
Die offizielle Position der GEIPAN bezüglich UFOs ist, dass keine Erklärung favorisiert wird. Neben der Datensammlung und Analyse versucht die GEIPAN die wissenschaftliche Gemeinde stärker für das Phänomen zu interessieren, da sich laut GEIPAN hinter den UFO-Phänomen „wahrhaft revolutionäre wissenschaftliche Entdeckungen“ verbergen könnten.